# Funzione di utilità Cobb-Douglas
In microeconomia le funzioni di utilità Cobb-Douglas sono una classe di funzioni di utilità rappresentabili come {\displaystyle u:\mathbb {R} ^{N}\mapsto \mathbb {R} }, dove:
{\displaystyle u(x_{1},\ldots ,x_{N})=\prod _{i=1}^{N}x_{i}^{\alpha _{i}},\quad \alpha _{i}\geq 0,\ i=1,\ldots ,N}
in cui u indica il livello di utilità e xi il consumo del bene i-esimo, mentre α1, α2,...,αn sono costanti.

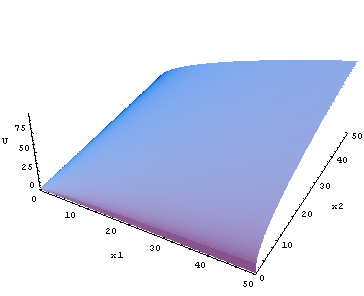
Esempio di funzione di utilità Cobb-Douglas nel caso di due beni

È comune imporre la normalizzazione {\displaystyle \ \sum _{i}\alpha _{i}=1}, ma non è in generale necessario.
Le funzioni di utilità Cobb-Douglas sono anche chiamate log-lineari, perché lineari nei logaritmi. Trasformando in logaritmi si ottiene infatti:

{\displaystyle \log u=\sum _{i=1}^{N}\alpha _{i}\log x_{i}}
Per le loro proprietà particolarmente convenienti (differenziabilità, quasiconcavità) e la facilità con cui è possibile trattarle analiticamente, sono spesso utilizzate nei corsi introduttivi di microeconomia.
Le funzioni di costo e di produzione di Cobb-Douglas hanno la medesima forma algebrica delle funzioni di utilità qui considerate.

## Proprietà

### Utilità marginale
Data una generica funzione di utilità Cobb-Douglas l'utilità marginale del bene i-esimo è data da:
{\displaystyle {\frac {\partial U}{\partial x_{i}}}={\frac {\alpha _{i}}{x_{i}}}\prod _{i=1}^{N}x_{i}^{\alpha _{i}}={\frac {\alpha _{i}}{x_{i}}}U}

### Saggio Marginale di Sostituzione
Il saggio marginale di sostituzione (SMS) del bene i con il bene j è dato da:
{\displaystyle SMS_{ij}={\frac {\partial U/\partial x_{i}}{\partial U/\partial x_{j}}}={\frac {\alpha _{i}x_{j}}{\alpha _{j}x_{i}}}}

### Elasticità di sostituzione
L'elasticità di sostituzione (σ) è costante ed unitaria. Infatti, dall'equazione precedente deriva:
{\displaystyle \log SMS_{ij}=\log {\frac {\alpha _{i}}{\alpha _{j}}}+\log {\frac {x_{j}}{x_{i}}}}
dall'equazione precedente segue che
{\displaystyle \sigma ={\frac {\operatorname {d} \log {\frac {x_{j}}{x_{i}}}}{\operatorname {d} \log SMS_{ij}}}=1}.
Le funzioni Cobb-Douglas possono anche essere viste come un caso particolare delle funzioni CES, quello in cui il parametro ρ delle CES sia uguale a zero.

## Funzione di domanda walrasiana
Data una funzione di utilità Cobb-Douglas, la funzione di domanda walrasiana associata, cioè il livello di consumo del bene i corrispondente ad ogni data combinazione di prezzi e ricchezza (w) che massimizza la funzione di utilità sotto il vincolo di disponibilità, è data da:
{\displaystyle x_{i}(p_{i},w)={\frac {\alpha _{i}}{\sum _{i=1}^{n}\alpha _{i}}}{\frac {w}{p_{i}}}}
che si riduce a:
{\displaystyle x_{i}(p_{i},w)={\frac {\alpha _{i}w}{p_{i}}}}
nel caso in cui la somma degli αi sia uguale ad uno.
È importante osservare che, data una funzione di utilità Cobb-Douglas, la domanda del bene i non è funzione del prezzo degli altri beni. Inoltre, la quota del reddito spesa nell'acquisto del bene i è costante e pari ad αi, essendo:
{\displaystyle \alpha _{i}={\frac {p_{i}x_{i}}{w}}}

## Funzione di spesa e domanda hicksiana
Data una funzione di utilità Cobb-Douglas in cui gli esponenti sommino ad uno, la funzione di spesa associata, cioè la funzione valore del problema di minimizzazione della spesa dato il vincolo costituito dalla funzione di utilità Cobb-Douglas, in simboli:
{\displaystyle \ E(p_{1},\ldots ,p_{n},U)=\min _{x_{1},\ldots ,x_{n}}\{\sum _{i=1}^{n}p_{i}\ x_{i}\ \mid \ \prod _{i=1}^{n}x_{i}^{\alpha _{i}}\geq U\}}
è data da:
{\displaystyle \ E(P,U)=U\ P}
dove
{\displaystyle \ P(p_{1},\ldots ,p_{n})=\prod _{i=1}^{n}\left({\frac {p_{i}}{\alpha _{i}}}\right)^{\alpha _{i}}}
è un indice del livello generale dei prezzi associato alla funzione di utilità Cobb-Douglas.
La funzione di domanda hicksiana associata è:
{\displaystyle \ h_{i}(p_{i},\ldots ,p_{n},U)={\frac {\alpha _{i}}{p_{i}}}UP}

## Illustrazione: funzioni di domanda con utilità Cobb-Douglas
Si consideri il problema di un consumatore che intende massimizzare la propria utilità derivante dal consumo di due beni, sottostando al vincolo imposto dalla propria ricchezza {\displaystyle \ w}. Si supponga, in particolare, che il consumatore sia caratterizzato da una funzione di utilità di tipo Cobb-Douglas; si intende dunque risolvere il problema di massimo:
{\displaystyle \ \max _{x_{1},x_{2}}u(x_{1},x_{2})=x_{1}^{\alpha }x_{2}^{\beta }\quad {\textrm {s.t.}}\ p_{1}x_{1}+p_{2}x_{2}\leq w}
Il problema equivale a:
{\displaystyle \ \max _{x_{1},x_{2}}\ln u(x_{1},x_{2})=\alpha \ln x_{1}+\beta \ln x_{2}\quad {\textrm {s.t.}}\ p_{1}x_{1}+p_{2}x_{2}\leq w}
Il problema si affronta con il metodo dei moltiplicatori di Lagrange. La Lagrangiana associata a quest'ultimo problema è:
{\displaystyle \ {\mathcal {L}}(x_{1},x_{2},\lambda )=\alpha \ln x_{1}+\beta \ln x_{2}-\lambda (p_{1}x_{1}+p_{2}x_{2}-w)}
Le condizioni del primo ordine per un massimo sono:
{\displaystyle \ {\frac {\partial {\mathcal {L}}}{\partial x_{1}}}={\frac {\alpha }{x_{1}}}-\lambda p_{1}=0}
{\displaystyle \ {\frac {\partial {\mathcal {L}}}{\partial x_{2}}}={\frac {\beta }{x_{2}}}-\lambda p_{2}=0}
{\displaystyle \ {\frac {\partial {\mathcal {L}}}{\partial \lambda }}=p_{1}x_{1}+p_{2}x_{2}-w=0}
Dalle prime due espressioni si ottiene:
{\displaystyle \ x_{2}={\frac {\beta }{\alpha }}{\frac {p_{1}}{p_{2}}}x_{1}}
Sostituendo nella terza condizione si ha:
{\displaystyle \ x_{2}={\frac {\beta }{\alpha +\beta }}{\frac {w}{p_{2}}}}
nonché:
{\displaystyle \ x_{1}={\frac {\alpha }{\alpha +\beta }}{\frac {w}{p_{1}}}}
Si osservi che la quasiconcavità della funzione obiettivo, che diventa concavità stretta nel caso in cui {\displaystyle \ \alpha +\beta <1}, e il fatto che si stiano ricercando soluzioni nell'ortante positivo implicano che non è necessario considerare le condizioni di secondo ordine. Le espressioni sopra rappresentano dunque le funzioni di domanda del consumatore per i beni 1 e 2, che dipendono dalla ricchezza (o reddito) {\displaystyle \ w}, nonché dai prezzi {\displaystyle \ p_{1}} e {\displaystyle \ p_{2}}.